# Kopschin
Kopschin (hornolužickosrbsky  Kopšin) je vesnice, místní část obce Crostwitz v německé spolkové zemi Sasko. Nachází se v zemském okrese Budyšín v Horní Lužici a má 19 obyvatel.

## Historie
Vesnice Kopschin je v písemných pramenech poprvé zmíněna roku 1343 jako Kobschiwn. V této době patřila k majetku kláštera Marienstern. Název pochází ze starosrbštiny a znamená „Kopřivový vrch“. Vesnice byla místní částí obce Nucknitz, spolu s kterou se v roce 1974 připojila ke Crostwitz.

## Geografie
Kopschin leží asi 1,5 kilometru již od vsi Crostwitz v krajině zvané Horjany. Nachází se asi 13 kilometrů severozápadně od okresního města Budyšín a asi 12 kilometrů jihovýchodně od velkého okresního města Kamenz. Vsí protéká potok Satkula. Severně na vesnici bezprostředně navazuje návrší Kopschiner Schanze.

## Obyvatelstvo
Vesnice leží v lužickosrbské oblasti osídlení. Většina obyvatel ovládá hornolužickou srbštinu a používá ji v běžném životě.

## Pamětihodnosti
- dva památkově chráněné kříže z 19. století
- milník z 19. století